# Ceylonosticta nietneri
Ceylonosticta nietneri is een libellensoort uit de familie van de Platystictidae, onderorde juffers (Zygoptera).
De wetenschappelijke naam van de soort is voor het eerst geldig gepubliceerd in 1931 als Drepanosticta nietneri door Fraser.